# Gino Colombini
Gino Colombini (né à Milan en 1915 et mort à Milan en 2011) est un architecte et un designer industriel italien.

## Biographie
Colombini conçoit des produits pour Kartell, dont un seau en plastique qui est couronné d'un Compas d'or, une récompense en design industriel, en 1955.
Il signera également un système de rangements modulaire pour la même entreprise dont la structure en métal tubulaire supporte des portes et des étagères en polystyrène résistant aux chocs. Ce procédé précurseur de 1956 anticipe les systèmes de rangement des années 1960 et 1970.
Les produits du designer, expriment presque toujours une unité de matière, de structure et de fonction qui ont contribué à faire de Kartell un des chefs de file du design italien des années 1950. Ses créations ne révolutionnent pas seulement la qualité intrinsèque mais aussi l'allure esthétique des objets quotidiens et ils ont exercé une influence profonde sur les designers industriels qui lui ont succédé.